# Johann Nicolaus Hanff
Johann Nicolaus Hanff, auch Johann Nikolaus Hanff (* 25. September 1663 in Gossel; † Weihnachten 1711 in Schleswig) war ein deutscher Organist und Komponist der Norddeutschen Orgelschule.

## Leben

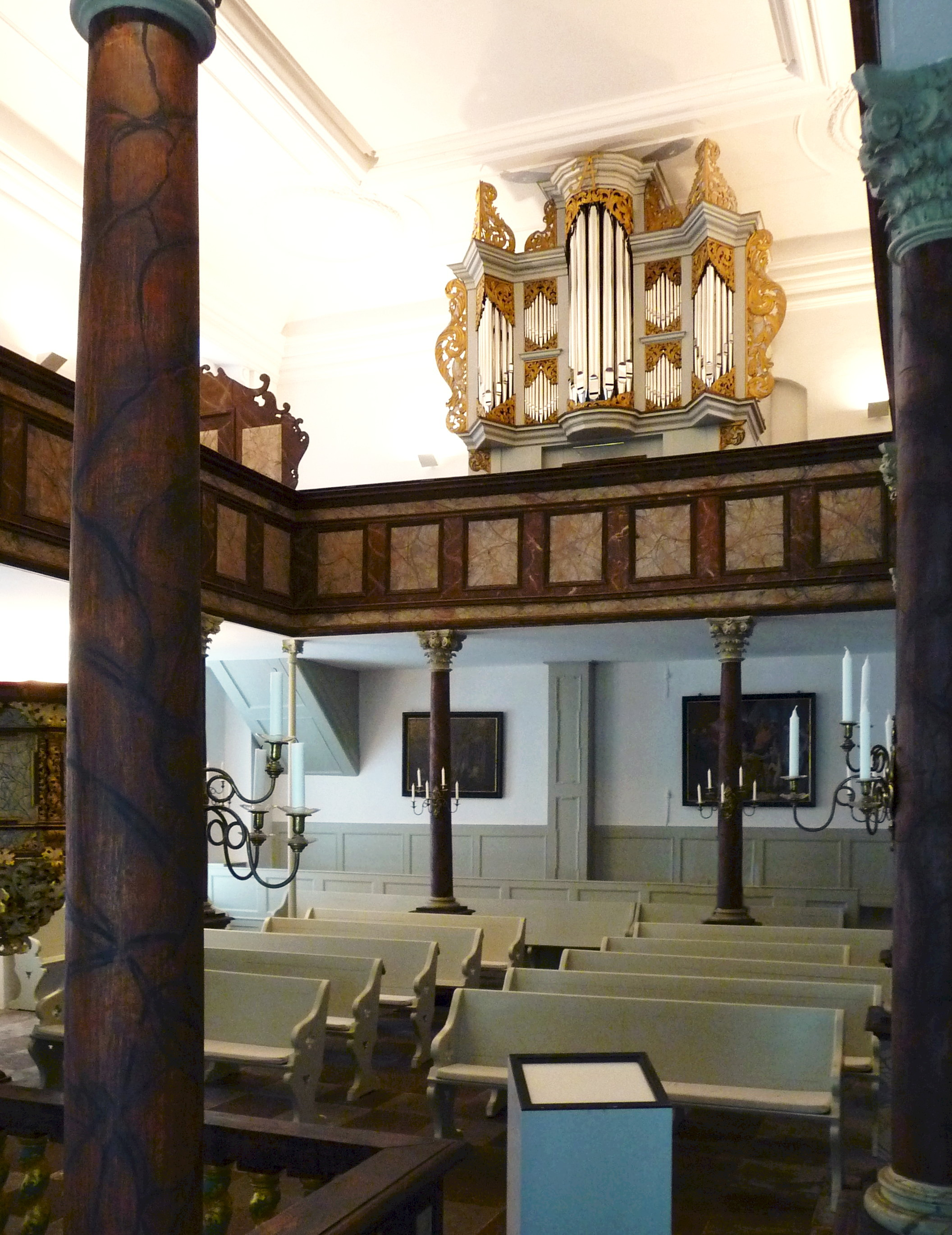
Orgel im Eutiner Schloss

Über Hanffs Leben sind nur wenig Details bekannt. Er war das zweite von sechs Kindern des Bauern und Schankwirtes Andreas Hanff und wuchs im thüringischen Wechmar auf. Überliefert ist, dass er Musiklehrer in Hamburg war und mehrere Stellen als Kirchenmusiker innehatte. Ein Schüler von ihm wurde der damals siebenjährige Johann Mattheson, der dann vier Jahre lang bei ihm Komposition und Klavier lernte. Bis 1696 war Hanff Organist am Eutiner Hof des Fürstbischofs von Lübeck.
Nach dem Tod des Fürstbischofs August Friedrich und der Auflösung seines Hofstaats im Jahr 1705 kehrte Hanff vermutlich nach Hamburg zurück, wo ihm 1706 und 1711 zwei Kinder geboren wurden. Am 26. August 1711 übernahm er die Organistenstelle am Schleswiger Dom, verstarb jedoch einige Monate später.
1997 wurde der Asteroid (7902) Hanff nach ihm benannt.

## Werke
- 7 Choräle für Orgel
  - Ach Gott, vom Himmel sieh darein
  - Auf meinen lieben Gott
  - Ein feste Burg ist unser Gott
  - Erbarm dich mein, o Herre Gott (zwei Versionen)
  - Helft mir Gott’s Güte preisen (Von Gott will ich nicht lassen)
  - Wär Gott nicht mit uns diese Zeit
- 3 Kantaten, darunter das geistliche Konzert „Ich will den Herren loben allezeit“ für Sopran, Violine und B. c. (aus der Dübensammlung)